# Alchemilla minutidens
Alchemilla minutidens é uma espécie de rosácea do gênero Alchemilla, pertencente à família Rosaceae.